# Булворт
«Булворт» (англ. Bulworth) — фильм режиссёра Уоррена Битти.

## Сюжет
Сенатор Джей Булворт, предполагая окончание своей карьеры, заключает контракт на огромную сумму денег. У него возникает огромное желание открыть обществу все «грязные тайны» политической жизни. И неожиданно становится очень популярным. В это же время Джей Булворт встречает красивую девушку, активистку небольшого городка. В сердце Джея Булворта зарождаются любовные чувства, сенатор снова обретает «вкус к жизни». Но одновременно возникает и угроза жизни — охотящийся за политиком убийца.

## В ролях
| Актёр                                              | Роль                                                               |
| -------------------------------------------------- | ------------------------------------------------------------------ |
| Уоррен Битти                                       | сенатор Джей Биллингтон Булворт                                    |
| Хэлли Берри                                        | Нина                                                               |
| Оливер Платт                                       | Дэннис Мэрфи                                                       |
| Кимберли Диона Адамс (англ. Kimberly Deauna Adams) | Дэниша                                                             |
| Винни Аргиро                                       | режиссёр                                                           |
| Шон Астин                                          | Гэри                                                               |
| Кристин Барански                                   | Констанция Булворт                                                 |
| Барри Шабака Хенли                                 | бармен                                                             |
| Джордж Хэмилтон                                    | в роли самого себя, двойник сенатора Булворта (в титрах не указан) |
| Ричард Сарафьян                                    | Винни                                                              |

## Награды и номинации
| Премия                         | Категория                                | Номинант                     | Результат |
| ------------------------------ | ---------------------------------------- | ---------------------------- | --------- |
| «Оскар»                        | Лучший оригинальный сценарий             | Уоррен Битти, Джереми Пиксер | Номинация |
| «Золотой глобус»               | Лучший фильм — комедия или мюзикл        |                              | Номинация |
| «Золотой глобус»               | Лучшая мужская роль — комедия или мюзикл | Уоррен Битти                 | Номинация |
| «Золотой глобус»               | Лучший сценарий                          | Уоррен Битти, Джереми Пиксер | Номинация |
| «Спутник»                      | Лучшая мужская роль — комедия или мюзикл | Уоррен Битти                 | Номинация |
| Премия Гильдии сценаристов США | Лучший оригинальный сценарий             | Уоррен Битти, Джереми Пиксер | Номинация |